# فرد سميث (لاعب كرة قدم)
فرد سميث (بالإنجليزية: Fred Smith)‏ (16 مايو 1887 في المملكة المتحدة - 23 ديسمبر 1957 في المملكة المتحدة) هو لاعب كرة قدم بريطاني (وحمل سابقاً جنسية المملكة المتحدة لبريطانيا العظمى وأيرلندا) في مركز الدفاع. لعب مع ديربي كاونتي وستوكبورت كونتي وماكليسفيلد تاون ونادي ساوثهامبتون.